# Holotrichius innesi
Holotrichius innesi es una especie perteneciente al género Holotrichius y al orden Hemiptera, que son también conocidos con el nombre de chinches asesinas (Reduviidae). 
Se lo puede encontrar en algunos países de Oriente Medio, donde es conocido como afrur, que significa "suciedad" en hebreo coloquial, por su hábito de cubrirse con tierra. Otra denominación que tiene es asesino de la arena.
Cuando se lo toca, este insecto emite un número variable de ruidos estridentes en pulsos dobles.
Tiene un poderoso veneno, que posiblemente sea el culpable de las muertes que comúnmente se atribuyen al envenenamiento por serpientes y escorpiones. Sin embargo, no se le han atribuido formalmente muertes.

## Subespecies
Existen dos subespecies que pertenecen a la especie Holotrichius innesi:
- Holotrichius innesi innesi Horváth, 1911
- Holotrichius innesi rugicolis Linnavuori, 1973